# Korsholmen, Söderköpings kommun

Korsholmen eller Korsholma är en ö i Sankt Annas skärgård belägen vid Finnfjärden mellan Norra Finnö och Södra Finnö. Ön har en yta på 10 hektar.
Under flera hundra år fanns här ett hemman för en skärbonde. 1948 byggdes ett nytt hus vid gården och ön fick då två hushåll. Ett tredeje hushåll tillkom 1955 och ytterligare ett 1989. Korsholmen fick elektricitet 1960. Ett båtvarv som byggde träsnipor fanns på Korsholma från 1940-talet fram till 1980-talet. Varvsbyggnaden står kvar.
År 2012 fanns tre helårshushåll och fyra fritidshus.